# 虫虫欲动
《虫虫欲动》（羅馬化：Kradueb）是一部2010年的泰国喜剧电影。由嘉图隆·麦克科执导，查特朋·纳塔彭、帕塔拉萨雅·克苏菀斯莉、嘉图隆·麦克科、普洛伊·索娜琳联合主演，电影上映首4天票房共720万泰铢，第3周收官总收入1400万泰铢。因此，此电影被认为是GMM Tai Hub有史以来总收入最低的电影。

## 内容概要
2006年年中，村民们发现了一个像透明凝胶一样的奇怪物体从天而降。传闻是外星怪物。原来那些的怪物只是普通的浸水解热凝胶。但是，如果解热凝胶不仅仅是一种解热剂呢？如果它们真的变成了外星人，那人们的生活会是怎么样的呢？
故事发生在一个雷雨之夜之后。当一个神秘物体落在两个不同家庭之间的边界。它们的外形看起来像蠕虫一样的，是爬行动物，表皮看起来像解热凝胶一样的透明凝胶。柔韧、湿润且非常光滑。凑近一看，它们的表面瞬间变得粗糙。刚出生时，头顶上的眼睛显得凸出。黑色的眼睛垂直而修长，可以来回滚动。随着他长大，他会注意到许多小而锋利的利齿。此外，它们有一张无辜可爱的脸。长大后，它们开始显露出自己的阴暗面。它们的凶猛程度因体型而异。越大，越凶猛。如果这些不明生物是雌性的话，它们会特别嫉妒年轻人。
它们一次可以产下数千个卵，喜欢生长在热带国家的中部。热量是它们的能源。它们会攻击同类甚至是人类，只为将热量吸走。当所有的热量都会被吸出体外后，身体急速冻结，最终死亡。

## 演员阵容
- 查特朋·纳塔彭
- 帕塔拉萨雅·克苏菀斯莉
- 嘉图隆·麦克科
- 普洛伊·索娜琳